# Das Traumschiff: Marrakesch
Das Traumschiff: Marrakesch ist ein deutscher Fernsehfilm von Alfred Vohrer aus dem Jahr 1983. Es ist der siebte Film der Reihe Das Traumschiff des Fernsehsenders ZDF.

## Handlung
Die Handlung besteht aus drei Geschichten, die jeweils einen eigenen Untertitel haben und wie üblich nebeneinander spielen.
Herz ist Trumpf
Für das junge Paar Babsi und Harald Horn ist es ihre Hochzeitsreise. Doch statt Zeit miteinander zu verbringen, spielt Harald auf der ganzen Reise nur Skat, wobei er eine Menge Geld an Ulrich Möbius verliert, aber statt aufzuhören immer weitermachen will. Da die Männer die ganze Zeit über spielen, verbringt Inge Möbius den Landgang in Marokko mit Babsi und dem mit ihr flirtenden Peter Böhme. Weil ihr Mann ständig gewinnt und Babsi ihr leid tut, steckt sie ihr auf der Rückreise Geld zu, nicht wissend, dass sich am Vorabend das Blatt gewendet hat und dieses Mal Harald eine Menge gewonnen hat. Die Paare freunden sich an und am Ende sind alle zufrieden.
Sängerin und Zauberer
Die Sängerin Eliane Roth und ihr Pianist Plattner sind auf dem Schiff für zwei Gesangsabende gebucht. Eliane trifft dort auf einen früheren Bekannten, Professor van Craan, der sie noch aus ihrer glorreichen Zeit kennt und auf dem Schiff seine Memoiren verfassen will. Er gesteht Eliane seine Liebe und gibt der alten Sängerin durch seine Zuneigung und Bewunderung neuen Lebensmut.
Bordbekanntschaften
Annette, die sich anfangs in der Kabinentür irrt, lernt dadurch Werner Hansen kennen, dessen Zimmergenosse Herr Gerold sehr anstrengend und nervig ist. Annette und Werner sind beide verheiratet, verbringen die Reise ohne ihre Partner und kommen sich dabei näher. Am Ende stellt sich heraus, dass die beiden seit 25 Jahren miteinander verheiratet sind und auf der Reise anlässlich ihrer Silberhochzeit nachgespielt haben, wie sie sich damals kennengelernt hatten.

## Produktion
Gedreht wurde erstmals auf dem neuen Traumschiff Astor, das zu Beginn aus dem Hamburger Hafen ausläuft, und in Marokko.
Es ist der erste Film der Reihe mit Heinz Weiss als Kapitän Heinz Hansen. Es war der erste von fünf Traumschiff-Filmen im selben Kalenderjahr, was bis heute Rekord ist.

## Veröffentlichung
Die Erstausstrahlung war am Sonntag, den 30. Oktober 1983 im ZDF.
Früher vorrangig unter den drei Untertiteln der einzelnen Geschichten genannt, wurde zusätzlich Marokko angefügt. Heute führt der Sender den Film unter dem Titel Marrakesch, um ihn vom späteren Film Das Traumschiff: Marokko aus dem Jahr 2020 abzugrenzen.